# Xã Rovohl, Quận Thomas, Kansas
Xã Rovohl (tiếng Anh: Rovohl Township) là một xã thuộc quận Thomas, tiểu bang Kansas, Hoa Kỳ. Năm 2010, dân số của xã này là 132 người.